# František Sedlák
František Sedlák (Máriatölgyes, 1925. augusztus 1. – Pozsony, 1998. szeptember 10.) szlovák levéltáros, történész.

## Élete
1950-ben végzett a Comenius Egyetemen történelem-szlovák szakon. A Mezőgazdasági Levéltárban helyezkedett el mint levéltáros, majd 1954-es átszervezéstől Központi Szlovák Levéltárban, ahol részlegvezető és igazgatóhelyettes lett. Munkája mellett 1966–1978 között a Comenius Egyetemen is oktatott.

## Művei
- 1966 K základným otázkam archívnych fondov rodov a panstiev I.-II. Slovenská archivistika 1966/1–2.
- 1968 Obilná produkcia a výnos pôdy na panstvách Šintava, Čeklís a Čachtice v druhej polovici 18. a v prvej polovici 19. storočia. Historické štúdie 13. Bratislava, 29-50.
- 1982 Klasifikácia písomností patrimoniálnej správy. SlArchiv 1982/2.
- 1983 Genéza, rozvoj a úpadok slovenského zemianstva. SlArchiv 1983/2.
- 1984 Vývoj a ochrana rodových archívov. SlArchiv 1984/2.
- 1987 K problematike evidencie a spracúvania stredovekých listín. SlArchiv 1987/2.
- 1990 Problematika vzťahu archivistiky k diplomatike. SlArchiv 1990/1.
- 1991 Rozvoj štúdia paleografie na báze novodobých písomností. SlArchiv 1991/1.